# 차화준 (1986년)
차화준(車和俊, 1986년 3월 20일 ~ )은 전 KBO 리그 삼성 라이온즈의 내야수이다.

## 현대 유니콘스/넥센 히어로즈시절
2005년 현대 유니콘스의 2차 1라운드 8순위로 입단하였다. 당시 현대 유니콘스는 1차 지명이 불가한 상태였기 때문에 사실상 1차 지명이나 다름 없었던 지명이었다. 하지만 그런 기대에 부응하지 못하였다. 2012년 11월 18일 NC 다이노스와 넥센 히어로즈 간의 1대2 트레이드(김태형 ↔ 임창민, 차화준)로 NC 다이노스로 이적하게 된다.

## NC 다이노스시절
NC다이노스 창단이레 최초로 김종호와 테이블세터를 이룬 선수가 되었다. 2013년 4월 11일 잠실 LG전에서 1회에 상대선발 신정락을 상대로 중견수 오른쪽 1루타를 치는데 2루주자 김종호가 홈에 들어오면서 선취점을 따내고 이는 NC 다이노스 1군무대의 첫 결승타가 된다. 그러나 잦은 실책으로 인하여 그가 속해있던 넥센 히어로즈에서 트레이드를 통해 데려온 지석훈에게 주전 2루수자리를 내주고 그는 2군행을 통보받았다. 그러나 자리를 내준 지석훈도 눈에 보이지 않는 실책들을 잦게 범하고 있다. 2013년 7월 11일 잠실 LG전에서 8회 선두타자로 나와서 상대투수 정현욱을 상대로 프로데뷔 첫 홈런을 신고하였다.

## 삼성 라이온즈시절
2013년 11월 22일 2차 드래프트로 연고 팀 삼성 라이온즈에 이적했다.

## 출신 학교
- 동천초등학교
- 경주중학교
- 경주고등학교

## 통산 기록
| 연도 | 팀명  | 타율  | 경기 | 타수 | 득점 | 안타 | 2루타 | 3루타 | 홈런 | 루타 | 타점 | 도루 | 도실 | 볼넷 | 사구 | 삼진 | 병살 | 실책 |
| ---- | ----- | ----- | ---- | ---- | ---- | ---- | ----- | ----- | ---- | ---- | ---- | ---- | ---- | ---- | ---- | ---- | ---- | ---- |
| 2005 | 현대  | 0.000 | 4    | 5    | 0    | 0    | 0     | 0     | 0    | 0    | 0    | 0    | 0    | 0    | 0    | 3    | 0    | 0    |
| 2006 | 현대  | 0.248 | 100  | 149  | 22   | 37   | 5     | 3     | 0    | 48   | 8    | 4    | 1    | 6    | 4    | 30   | 3    | 10   |
| 2007 | 현대  | 0.173 | 47   | 52   | 3    | 9    | 0     | 0     | 0    | 9    | 1    | 1    | 2    | 4    | 0    | 15   | 0    | 2    |
| 2008 | 우리  | 0.250 | 3    | 8    | 2    | 2    | 1     | 0     | 0    | 3    | 0    | 0    | 0    | 0    | 1    | 3    | 0    | 0    |
| 2012 | 넥센  | 0.250 | 8    | 4    | 1    | 1    | 0     | 0     | 0    | 1    | 0    | 0    | 0    | 0    | 0    | 1    | 0    | 0    |
| 2013 | NC    | 0.226 | 58   | 106  | 18   | 24   | 6     | 0     | 1    | 33   | 7    | 4    | 2    | 12   | 1    | 29   | 2    | 4    |
| 통산 | 6시즌 | 0.225 | 220  | 324  | 46   | 73   | 12    | 3     | 1    | 94   | 16   | 9    | 5    | 22   | 6    | 81   | 5    | 16   |